# Zygmunt Reklewski
Zygmunt Stanisław Reklewski (ur. 25 sierpnia 1937 w Warszawie) – polski uczony, profesor nauk rolniczych. Członek korespondent krajowy Polskiej Akademii Nauk od 1998, członek rzeczywisty tej instytucji od 2007 roku. Pracownik Instytutu Genetyki i Hodowli Zwierząt PAN. Absolwent stołecznej Szkoły Głównej Gospodarstwa Wiejskiego (rocznik 1961).